# Heike Ellermann
Heike Ellermann (* 1945 in Kolmar) ist eine deutsche Autorin, Illustratorin und freie Künstlerin (Malerei, Buchkunst, Fotografie, Papiertheater).

## Leben
Heike Ellermann verbrachte ihre Kindheit und Schulzeit in Nienburg/Weser. Nach dem Studium der Pädagogik und Kunstpädagogik in Braunschweig und einem einjährigen Aufenthalt in Frankreich begann sie mit ihrer künstlerischen Tätigkeit und Ausstellungsaktivitäten. Sie führte beides während ihres Diplomstudiums in Tübingen und Oldenburg weiter – auch danach begleitend zu ihrer Berufstätigkeit im Schuldienst, in der Erwachsenenbildung und als Lehrbeauftragte. Ab 1982 war sie freischaffend als Malerin tätig, ab 1987 schwerpunktmäßig als Illustratorin und Autorin von Bilderbüchern. Lesungen und Aufgaben als Dozentin führten sie u. a. in die Schweiz, nach Weißrussland, Lettland und in die Slowakei. In ihrer freien künstlerischen Arbeit weitete Heike Ellermann ihre Aktivitäten auf Fotografie, Buchkunst und Papiertheater aus.
Heike Ellermann arbeitet in Ateliers an ihrem Wohnort Oldenburg und im Languedoc (Frankreich).

## Werke

### Bilderbücher (Text und Illustrationen)
- Ein Brief in der Kapuzinerkresse. Verlag Beltz und Gelberg, Weinheim 1987, ISBN 3-407-80340-0. (Neuauflage als: Gulliver Taschenbuch. Verlag Beltz & Gelberg, Weinheim 1997, ISBN 3-407-78277-2)
- Papiervogel flieg! Es war an einem Tag im August. Verlag Herder, Freiburg 1990, ISBN 3-451-21889-5.
- Der rote Faden. Lappan Verlag, Oldenburg 1992, ISBN 3-89082-112-X.
- Geisterbahn oder der Heimweg im Nebel. Lappan Verlag, Oldenburg 1993, ISBN 3-89082-126-X.
- Passwort Zauberstein. Lappan Verlag, Oldenburg 1995, ISBN 3-89082-155-3.
- Geheimplan K. K. Lappan Verlag, Oldenburg 1999, ISBN 3-89082-215-0.
- Die blaue Maschine. Lappan Verlag, Oldenburg 2002, ISBN 3-8303-1060-9.
- Der dritte Bär. Lappan Verlag, Oldenburg 2003, ISBN 3-8303-1042-0.
- HELP! Lappan Verlag, Oldenburg 2006, .
- Der durstige Löwe. Lappan Verlag, Oldenburg 2008, ISBN 978-3-8303-1133-1.

### Bilderbücher (Illustrationen)
- Irmtraud Rippel: Malte im Moor. Lappan Verlag, Oldenburg 1995, ISBN 3-89082-146-4.
- Doris Meißner-Johannknecht: Die Puppe Bella oder Bloß keine Schwester. Lappan Verlag, Oldenburg 1998, ISBN 3-89082-183-9.
- Marjaleena Lembcke: Das Eisschloss. Lappan Verlag, Oldenburg 2001, ISBN 3-8303-1018-8.
- Wolfram Hänel: Der Sonnenmann. Verlag Beltz & Gelberg, Weinheim 2005, ISBN 3-407-79340-5.
- Marjaleena Lembcke: Der Gänsegeneral. Verlag Hinstorff, Rostock 2008, ISBN 978-3-356-01239-2.

### Kinderbücher (Illustrationen)
- Klaus Meyer: Weiße Wolke Carolin. Verlag Hinstorff, Rostock 1998, ISBN 3-356-00766-1.
- Marjaleena Lembcke: Die Nacht der sieben Wünsche. Gabriel Verlag, Wien 2000, ISBN 3-7072-6617-6.

## Auszeichnungen
- 1986: Kinder- und Jugendbuchpreis der Stadt Oldenburg für Ein Brief in der Kapuzinerkresse[2]
- 1991: Deutscher Jugendliteraturpreis (Auswahlliste) für Papiervogel flieg! Es war an einem Tag im August
- 1996: Buch des Monats. Deutsche Akademie für Kinder- und Jugendliteratur in Volkach für Malte im Moor
- 1996: Die besten 7. Deutschlandfunk und FOCUS für Malte im Moor
- 1996: Fällt aus dem Rahmen. Zeitschrift Eselsohr für Malte im Moor
- 1999: Deutscher Jugendliteraturpreis (Auswahlliste) für Die Puppe Bella oder Bloß keine Schwester
- 1999: Buch des Monats. Deutsche Akademie für Kinder- und Jugendliteratur Volkach für Die Puppe Bella
- 1999: Die Besten 7. Deutschlandfunk und Focus für Die Puppe Bella
- 1999: Troisdorfer Bilderbuchpreis (Auswahl) für Die Puppe Bella
- 1999: Fällt aus dem Rahmen. Zeitschrift Eselsohr für Die Puppe Bella
- 1999: Buch des Monats (Vorschlagsliste) der JuBuCrew Göttingen für Die Puppe Bella
- 1999: White Raven (Auswahl der Internationalen Jugendbibliothek) für Die Puppe Bella
- 1999: Biennale Bratislava (Auswahl) für Die Puppe Bella
- 2002: Kröte des Monats (STUBE – Kinder- und Jugendliteratur) für Das Eisschloss
- 2002: Troisdorfer Bilderbuchpreis (Auswahl) für Das Eisschloss
- 2004: Kröte des Monats (STUBE – Kinder- und Jugendliteratur) für Der dritte Bär
- 2004: Troisdorfer Bilderbuchpreis (Auswahl) für Der dritte Bär
- 2006: White Raven (Auswahl der Internationalen Jugendbibliothek) für HELP!
- 2006: Esel des Monats der Zeitschrift Eselsohr für HELP!
- 2006: Buch des Monats. Deutsche Akademie für Kinder- und Jugendliteratur für HELP!
- 2008: Biennale Bratislava (Auswahl) für Der Gänsegeneral
- 2008: Die Besten 7. Deutschlandfunk und Focus für Der Gänsegeneral
- 2009: Esel des Monats der Zeitschrift Eselsohr für Der Gänsegeneral
- 2009: LUCHS der Wochenzeitung DIE ZEIT für Der Gänsegeneral

## Ausstellungen (Auswahl)
- 1991: Neue Bilder, Stadtmuseum Oldenburg
- 1999: Räderwerk (Fotografie), Stadtmuseum Oldenburg
- 2001: Mitteilungen (Neue Bilder), Kunstkreis Die Wassermühle Lohne
- 2002: Mitteilungen (Neue Bilder), Kunstverein Rostock
- 2002: Künstlerbücher, Buchmesse Frankfurt
- 2003: Projekt Fahnenmeer, Kunsthalle Wilhelmshaven
- 2005: Papierstücke (Bilderbuchillustrationen und freie Malerei), Bilderbuchmuseum Burg Wissem Troisdorf. (Ausstellungskatalog: Maria Linsmann (Hrsg.): PapierStücke. Burg Wissem Bilderbuchmuseum, Troisdorf 2005, ISBN 3-9809301-4-9.)
- 2010: Die Grenze überwinden (Kunst im öffentlichen Raum), Groninger Forum
- 2011: Malerbücher, Landesbibliothek Oldenburg
- 2013: Luftschlösser aus Papier – Bilder zu Gedichten von Rose Ausländer, Sezession NORDWEST, Wilhelmshaven. (Ausstellungskatalog: Heike Ellermann: Luftschlösser aus Papier. Oldenburg 2013.)
- 2013: Malerbücher, Stadtbibliothek Braunschweig. (Ausstellungskatalog: Heike Ellermann)
- 2014: Luftschlösser aus Papier – Bilder zu Gedichten von Rose Ausländer, Synagoge Celle
- 2014: Bilder & Bücher, Stadtbibliothek Bremen
- 2015:  Malerbücher, Teilnahme an der BuchDruckKunst e. V, Hamburg
- 2015: Malerbücher (Unikate), Buchmesse Leipzig
- 2015: Papierarbeiten (Malerei/Buchkunst), Kunstverein Norden

Daneben Teilnahme an zahlreichen nationalen und internationalen Ausstellungen; Werke in öffentlichen Sammlungen